# RQ-11渡鴉式無人偵察機
RQ-11「渡鴉」式（RQ-11 "Raven"）是一種手持發射的輕型偵察用無人飛行載具（UAV），由航空環境公司（AeroVironment Inc.）替美國軍方發展製造，於2002年時開始實際軍事部署，主要用於戰場上的低空偵察、監視與目標辨識用途。透過機上的航電系統與衛星定位導航的幫助，RQ-11能根據需要以人工遙控或自動導航的方式飛行。利用RQ-11這類的遙控飛行載具，戰場上的士兵不需要實際冒險進入敵境就能進行偵察工作，因而降低行蹤暴露並遭攻擊導致傷亡的可能。

## 簡介
RQ-11的前身，是同樣由航空環境開發、在1999年服役的FQM-151「游標犬」式無人機。
在外觀上，RQ-11與由國際航空聯盟（FAI）定義的F1C級自由飛行模型機大致相似，擁有130公分的翼展、機身長度109公分，由一具Aveox出品、輸出約0.3千瓦的電動馬達所驅動之後推式螺旋槳推進，能在150公尺地面高度（AGL）持續飛行約10公里的距離，或可爬升至平均海拔（MSL）4,500公尺的高空。

## 退役
美國政客(Politico)新聞網2024年2月22日報導，喬伊‧拜登(Joe Biden)政府2023年與國會達成協議為國防支出設限。五角大廈據此將削減100億美元支出，計劃減少F-35戰機、攻擊核潛艦採購量，砍掉一些陸軍直升機項目，確保經費不超標。所以陸軍也宣布汰除無人機隊中的RQ-11。

## 流行文化
被美國各軍種廣泛採用的RQ-11，曾出現在下述軍事題材的影片作品中：
- 《海豹神兵：英勇行動》（Acto Of Valor）：2012年時上映的美國軍事電影，在片中有海豹部隊隊員施放RQ-11偵察敵人位於叢林中的基地之劇情片段。但為了電影效果，片中稍微誇大了RQ-11傳送回操作人員的監視影片之畫面品質。[2]
- （Battlefield 4）：2013年時推出的第一人称射击游戏的资料片「中国崛起」（China Rising）中，RQ-11渡鴉式無人偵察機以偵察兵解鎖裝備「小型無人機」之姿出現，且操作中國人民解放軍和俄羅斯陸軍的玩家也可使用此裝備。

## 外部連結
- 官方介紹頁（航空環境公司）（页面存档备份，存于）（英文）